# Hipertext.net
Hipertex.net és una revista acadèmica electrònica i un espai en format digital creats per l'Àrea de Documentació de Mitjans i Formats Digitals del Departament de Comunicació de la Universitat Pompeu Fabra centrada en l'àmbit de la Informació i Documentació que comença a editar-se el 2003. És una de les revistes destacades en accés obert en biblioteconomia i documentació per la qualitat dels continguts i pel prestigi de les institucions que les editen i es troba valorada per CIRC (Clasificación Integrada de Revistas Científicas) dins del grup B i per CARHUS+ 2014 dins del Grup D.